# Микола Вояковський
Микола Вояковський (12 червня 1899, Богданівка — 12 травня 1972, Коговз, США) — релігійний діяч у Галичині, священник УГКЦ, церковний письменник, апостольський візитатор (1945–1946), адміністратор (1946–1948) і генеральний вікарій (1948–1949) для українців греко-католиків у Німеччині; з 1949 року душпастир у США.

## Життєпис
Народився 12 червня 1899 року в с. Богданівка Збаразького повіту, нині Тернопільського району Тернопільської області.
Навчався в гімназіях у Тернополі (українській державній, 1910–1914) та Станиславові. Заснував у Богданівці хор і драматичний гурток. Воював в УСС, УГА. У 1920–1925 роках навчався у Львівській духовній семінарії Святого Духа. Висвячений 5 квітня 1925 року.
Душпастирську працю розпочав у Скалаті (1925), у 1925–1927 роках — на парафії в с. Оліїв на Зборівщині і Великополі Грудецького повіту (1927–1932). Упродовж 1932–1939 років був парохом у селі Страдч на Яворівщині. У 1936 році о. Микола Вояковський запровадив на Страдецькій горі хресну дорогу. Папа Пій XI благословив цю духовну будову грамотою i надав їй статус Єрусалимської.
У 1939–1941 роках — помічник пароха церкви св. Варвари у Відні, душпастир українських робітників у Судетах. 1941–1945 рр. — помічник візитатора, від 1945 року — апостольський візитатор українців-католиків у Німеччині. Тут видавав «Урядовий вісник» Апостольської візитатури українців-католиків у Німеччині, заснував українську католицьку семінарію, кілька релігійних організацій. Від лютого 1948 року — генеральний вікарій у Німеччині. В грудні того ж року виїхав до США: парох церков в Брукліні, в Баффало, в Коговзі.
Автор публікацій у львівській («Поступ», «Нива», «Нова Зоря») та емігрантській («Логос», «Шлях»—"The Way") пресі, двотомника проповідей (1949,1954).